# Svenska Styrkelyftförbundet
Svenska Styrkelyftförbundet, specialidrottsförbund för styrkelyft. Det bildades 1996 och invaldes i Riksidrottsförbundet 1997. Förbundets kansli ligger i Eskilstuna.